# 塔尔马松斯
塔尔马松斯（義大利語：Talmassons），是意大利乌迪内省的一个市镇。总面积42平方公里，人口4180人，人口密度99.5人/平方公里（2009年）。ISTAT代码为030114。